# Фирсова, Анна Андреевна
Анна Андреевна Фирсова (Котова) (род. 7 февраля 1988 года, Нефтеюганск, Россия) — российская спортсменка, выступающая в категории бодифитнес. Вице-чемпионка Мира по бодибилдингу 2021, финалистка чемпионата мира 2016, победительница и призер международных турниров, 2-кратная чемпионка Кубка России, чемпионка России. Мастер спорта России международного класса по бодибилдингу.

## Биография
Анна Фирсова (Котова) родилась в городе Нефтеюганске, спортом начала заниматься с семилетнего возраста.
В 2013 году впервые вышла на сцену чемпионата России.
В 2015 году стала серебряным призером Кубка России и выполнила норматив Мастера спорта России по бодибилдингу.
В 2017 году выполнила норматив Мастера спорта России международного класса, по результатам чемпионата мира 2016 город Белосток.
С 2018 года является спортивным судьей 1-й категории.
С 2019 года является спортивным судьей международной категории IFBB
С 2018 по 2020 год была назначена главным тренером женской сборной по бодибилдингу в Тюменской области.
В 2021 году стала победительницей в конкурсе «Спортивная элита» Тюменской области.
С 2015 года состоит в основном составе сборной РФ по бодибилдингу.

## Семья
Замужем, воспитывает двух детей.

## Спортивные достижения по бодибилдингу
- Кубок России 2024 — ;
- Кубок России 2023[9] — ;
- Кубок России 2022[10] — ;— ;
- Кубок России 2016[11]— ;
- Кубок России 2015[12] — ;
- Чемпионат России 2023[13] — ;
- Чемпионат России 2021[14] — ;
- Чемпионат России 2018 — ;
- Чемпионат России 2016[15] — ;
- Чемпионат Беларуси по бодибилдингу 2023 — ;
- Международный турнир Siberian Power Show 2022[16] — ;
- Чемпионат Центральной Азии по бодибилдингу и фитнесу 2022[17]— ;
- Чемпионат мира 2021[18] — ;
- Кубок Москвы по бодибилдингу 2024 — ;
- Чемпионат и первенство ЯНАО по бодибилдингу 2022[19] — ;
- Кубок Краснодарского края «Самсон-50» 2022[20] — ;
- Кубок Сочи по бодибилдингу 2022 — ;
- Чемпионат Тюменской области по бодибилдингу 2021 — ;